# Атойнакский хребет
Атойнакский хребет (Атойнокский, Ат-Ойнокский хребет, кирг. Ат-Ойнок кырка тоосу) — горный хребет в Кыргызстана, вздымающийся по Таласо-Ферганскому разлому, крупному тектоническому нарушению земной коры, пересекающему Тянь-Шань.
Геологи Виктор Арсеньевич Николаев и Василий Николаевич Огнев (1902—1993), исследовавшие безымянный хребет, назвали его Узунахматтау (Узунахматский, Узун-Ахматский хребет), а хребет, обозначавшийся на прежних картах под этим именем, переименовали в Атойнакский хребет по названию реки.
Атойнакский и Узунахматский горные хребты являются продолжением Ферганского хребта, который в северо-западной части прорезается глубокой антецедентной долиной реки Нарын. Ферганский и Атойнакский хребты отделяют от Ферганской долины обособленную Кетмень-Тюбинскую долину.
Атойнакский хребет ограничивает Ферганскую котловину с северо-востока. С него стекают левые притоки реки Кара-Суу, правого притока Нарына, Турдук (Туртук, Туурдук), Манубалды, Акджол и другие. Гребень этого хребта в истоках рек Кара-Суу и Узунахмат отходит от хребта Таласский Алатау и в направлении на юго-восток тянется около 75 км, являясь водоразделом между рекой Кара-Суу и Узунахмат. Затем он разветвляется на несколько ветвей — отрогов, которые, несколько снижаясь, обрываются к ущелью реки Нарын. В частности, на юго-запад от него отходит отчётливо выраженный гребень гор Суок (Суук) с отметками до 3000 м, отделяющий бассейн реки Акджол, левого притока реки Кара-Суу, от бассейнов мелких правых притоков реки Нарын. Гребень Атойнакского хребта имеет высоты в пределах 3000—3800 м. Ширина западного склона от подошвы до гребня составляет 25—33 км и средняя крутизна 4—6°.
Сложенные относительно мягкими горными породами (сланцы, эффузивные горные породы) гребень и склоны этого хребта характеризуются большей частью сглаженными и даже местами увалистыми формами рельефа. Меньшую площадь занимают скалы, крутые и отвесные обнажённые склоны (например, в истоках реки Турдук). На этом сравнительно невысоком хребте широкое распространение имеют формы рельефа, образованные деятельностью древних ледников. Так, вершины многих долин, выработанных на западном склоне этого хребта и даже гор Суок, на протяжении нескольких километров хорошо сохранили корытообразную форму и моренные отложения по дну, почти не изменённые, как обычно бывает, речной эрозией.
В истоках рек Кызылсу и Кёкджаило (Кёк-Джайлоо, Кок-Джайляу, Конджайляу), правых притоков реки Турдук сохранились небольшие ледники.
Атойнакский хребет, также как и Ферганский имеет асимметричное строение. У реки Нарын он начинается горами Кыз-Курган. Наибольшие высоты находятся в центральной и северо-западной части хребта. Перевалы через хребет также высоки.
Перевал Терашу (Турашу, 3500 м) соединяет реки Минбугу (Минг-Бугу, Мынбугу, Мынбу) и Кёкджаило, относящиеся к бассейну реки Кара-Суу.